# Dubbelset

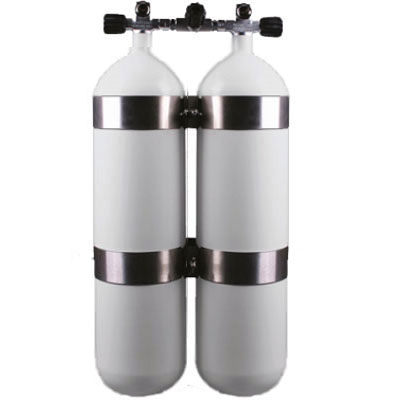
Dubbel-12

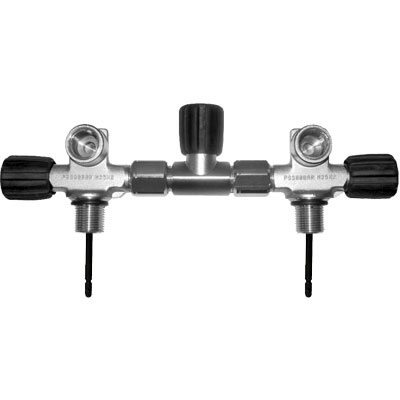
Dubbele kraan met afsluiter

Een dubbelset is een combinatie van twee duikflessen waarin een duiker zijn ademgasmengsel (meestal lucht, nitrox of trimix) meeneemt. Redenen om met een dubbelset te duiken zijn onder andere het kunnen beschikken over een groter volume gas en het kunnen afsluiten en/of scheiden van de individueele flessen. Populaire combinaties zijn de dubbel-7, de dubbel-8.5, dubbel-12 en de dubbel-18.

## Enkel of dubbel
Gangbare maten voor enkele duikflessen zijn onder andere 10 en 12 liter. Een duiker die dieper of langer wil duiken zal, afhankelijk van zijn persoonlijk gasverbruik, een grotere hoeveelheid gas nodig hebben. Bij bijvoorbeeld een enkele 15 literfles zit het extra gewicht van deze grotere fles allemaal boven het zwaartepunt, waardoor de duiker zich onstabiel kan gaan voelen. Een dubbel-7 (14 liter) biedt nagenoeg hetzelfde volume gas, maar het gewicht is meer over de breedte verdeeld en komt daardoor meer naast het zwaartepunt van de duiker, waardoor hij stabieler in het water zal liggen. Bij volumes groter dan 15 liter worden de grotere flessen onpraktisch: duiken met een grote 18 literfles is lastig, nog afgezien van de vraag of een 18 literfles op de gangbare maten trimvesten past. Een dubbel-8.5 (17 liter) of dubbel-12 (24 liter) duikt dan een stuk comfortabeler.

## Welke combinaties
Voor een dubbelset worden meestal lange flessen gebruikt, dit om het voorover kantelen van de duiker te voorkomen. Bij een lange fles is het gewicht van de fles over de gehele rug van de duiker verdeeld, bij een korte fles zit het gewicht relatief hoog op de rug, waardoor de duiker tijdens het duiken naar voren gaat kantelen. Omdat er alleen korte varianten van de 10 literfles zijn wordt dit type fles niet bij dubbelsets toegepast. Dit geldt ook voor de dubbel-7, daarom kiezen veel duikers voor een dubbel-8.5.

## De afsluiter
Bij een dubbelset zijn de flessen onderling aan elkaar gekoppeld middels een afsluiter. Deze afsluiter koppelt de flessen aan elkaar, waardoor het dubbele volume ontstaat. Bij een dubbelset worden ook dubbele automaten toegepast, per kraan een. Mocht in koud water bijvoorbeeld de linker automaat bevriezen en daardoor gaan blazen, dan kan de linkerkraan dicht gedraaid worden om verder gasverlies te beperken. Op de rechter automaat heeft de duiker dan nog steeds het dubbele volume van beide flessen ter beschikking. Mocht bijvoorbeeld door stoten een van de kranen breken dan kan deze niet meer afgesloten worden. Hierdoor kunnen beide flessen snel leeg lopen. Door de afsluiter dicht te draaien blijft in ieder geval het gas van de andere fles gespaard en kan de duiker zijn duik veilig afbreken.

## Toepassing
Deze manier van gebruik van kranen en afsluiters wordt met name gebruikt bij wrak- en grotduiken. Het op een verantwoorde manier onder water dichtdraaien van kranen en/of afsluiter vereist een gespecialiseerde opleiding.